# Барага, Фредерик
Фредерик Барага (словен. Friderik Baraga; 28 июня 1797, с. Кнежа Вас, Австрийская империя (ныне община Требне, Юго-Восточная Словения) — 19 января 1868, Маркетт, Мичиган, США) — слуга Божий, церковный деятель, первый епископ маркеттский (1853—1868), путешественник, миссионер, филолог.

## Биография
Словенского происхождения. Родился в небогатой семье. Обучался на юридическом факультете Венского университета, где познакомился с Клеменсом Хофбауэром и решил посвятить себя служению Богу. С 1821 года изучал теологию в Любляне.
21 сентября 1823 года был рукоположен. В 1823—1830 годах был священником Люблянской епархии.
В октябре 1830 года покинул Австрию и прибыл в Нью-Йорк, затем в январе 1831 года отправился в Цинциннати, штат Огайо. Зимой и весной миссинерствовал среди немецких иммигрантов в этом районе. Стал священником архиепархии Цинциннати (1830—1853).
В 1853 году папа Пий IX назначил его первым епископом американской епархии Су-Сент-Мари (ныне Епархия Маркетта). В 1853—1857 годах — Апостольский викарий Верхнего Мичигана.
Титульный епископ Амизон (1853—1857)

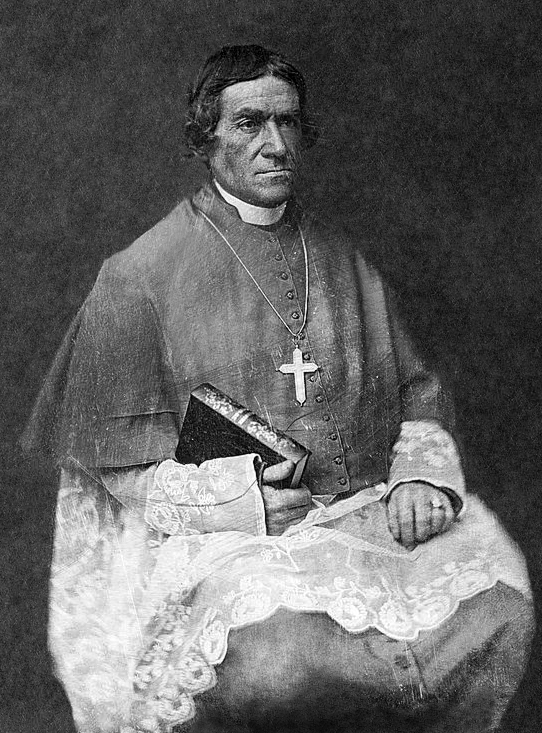
Фредерик Барага-епископ су-сент-мари и маркеттский

Одновременно с духовной службой он изучал языки коренного населения Америки (оттавский, алгонкинские языки и др.). В мае 1831 года побывал с миссией у индейцев в Оттаве в Арбре-Кроше (современный Кросс-Вилледж (Мичиган)), чтобы завершить своё владение их языком. В 1837 году опубликовал «Оtawa Anamie-Misinaigan», первую книгу, написанную на оттавском языке.
Наиболее значительными работами Ф. Барага были грамматика языка оджибве, впервые опубликованная в Детройте в 1850 году, и словарь языка оджибве в 1853 году.
Письма Ф. Барага о его миссионерской деятельности широко публиковались в Европе, вдохновляя на миссионерство многих служителей церкви, в частности, Иоанна Непомука Нойманна.
Дважды ездил в Европу для сбора денег для своей епархии.
В 2012 году, при папе Бенедикте XVI начался процесс беатификации Барага.

## Память
- 29 июня 1984 года почта Соединенных Штатов выпустила марку, изображающую Ф. Барага с проводником-индейцем плывущих на каноэ по озеру Мичиган .
- Его именем названа улица в г. Маркетт.